# Vidstrup Sogn
Vidstrup Sogn er et sogn i Hjørring Nordre Provsti (Aalborg Stift).
I 1800-tallet var Vidstrup Sogn anneks til Tornby Sogn. Begge sogne hørte til Vennebjerg Herred i Hjørring Amt. Tornby-Vidstrup sognekommune blev ved kommunalreformen i 1970 indlemmet i Hirtshals Kommune, som ved strukturreformen i 2007 indgik i Hjørring Kommune.
I Vidstrup Sogn ligger Vidstrup Kirke.
I sognet findes følgende autoriserede stednavne:
- Dalsgårde (bebyggelse, ejerlav)
- Langholm (bebyggelse)
- Tofte (bebyggelse, ejerlav)
- Tofte Hede (bebyggelse)
- Vidstrup (bebyggelse)
- Vidstrup Hede (bebyggelse)